# سوزان شون هارجو
سوزان شون هارجو (مواليد 2 يونيو 1945) هي مدافعة عن حقوق الأمريكيين الأصليين في الولايات المتحدة. هي شاعرة وكاتبة ومحاضرة ومنسقة ومدافعة عن السياسة ساعدت السكان الأصليين على استعادة ما يتجاوز مليون فدان (4000 كيلومتر مربع) من الأراضي القبلية. في عام 1974، انتقلت هارجو إلى واشنطن العاصمة للعمل في مجال قضايا السياسة الوطنية، وذلك بعد مشاركتها في إنتاج أول برنامج إخباري هندي أمريكي في البلاد لصالح محطة دبليو بي إيه آي الإذاعية أثناء إقامتها في مدينة نيويورك، وإنتاج عروض ومسرحيات أخرى. عملت في الكونغرس منسقة للشؤون الهندية خلال رئاسة جيمي كارتر ثم شغلت منصب رئيس المجلس الوطني للهنود الأمريكيين.
شغلت هارجو منصب رئيس معهد مورننغ ستار، وهو منظمة وطنية تعنى بشؤون حقوق الأمريكيين الأصليين. منذ ستينيات القرن العشرين، نشطت هارجو في إقناع الفرق الرياضية بتغيير الأسماء التي تروج للصور النمطية السلبية للأمريكيين الأصليين. في يونيو 2014، ألغى مكتب الولايات المتحدة لبراءات الاختراع والعلامات التجارية العلامة التجارية لفريق ريد سكينس، وصرّح المالك أنه سيستأنف هذا القرار. بحلول عام 2013، غير نحو ثلثي الفرق ذات التمائم الهندية الأمريكية علاماتها التجارية بسبب هذه الحملات العامة.
في 24 نوفمبر 2014، حصلت هارجو على وسام الحرية الرئاسي، وهو أرفع وسام مدني في الولايات المتحدة.

## نشأتها
ولدت هارجو باسم سوزان شو بتاريخ 2 يونيو 1945، في مدينة إلرينو، أوكلاهوما. تنتمي والدتها إلى قبيلة شايان ووالدها إلى قبيلة مسكوغي، وعاشا بالقرب من مدينة بيغز اعتمادًا على مخصصاته من الأموال. الزعيم بول بير (من قبيلة شايان) هو أحد أجداد أمها.
عاشت هارجو مع عائلتها في نابولي بإيطاليا عندما كانت تبلغ من العمر 12 وحتى 16 عامًا، حيث كان والدها مرابطًا أثناء وجوده في الجيش الأمريكي. عند عودتها إلى الولايات المتحدة، انتقلت إلى مدينة نيويورك، حيث عملت في الإذاعة والمسرح.

## النشاط
بدأت سوزان شون هارجو نشاطها في منتصف ستينيات القرن العشرين، عندما شاركت في إنتاج برنامج سيينغ ريد، وهو برنامج إذاعي جرى بثه في منتصف كل أسبوع على محطة دبليو بي إيه آي الإذاعية في نيويورك، وهو أول برنامج إخباري للسكان الأصليين في الولايات المتحدة. احتُفظ ببعض أعمالها الإذاعية الرائدة في أرشيف راديو باسيفيكا في لوس أنجلوس. عملت على هذا البرنامج مع زوجها فرانك هارجو، الذي التقته في نيويورك وتزوجت به. نشط الزوجان كذلك في قضايا حماية الحرية الدينية للهنود الأمريكيين. عملت في مسرح وإذاعة مستقلين في نيويورك، حيث أنتجت العديد من المسرحيات ومثلت فيها. عملت جاهدة على إعادة الملابس المقدسة إلى القبائل بعد أن رأتها في متحف الهنود الأمريكيين في نيويورك عام 1967، وطالبت بإجراء تغييرات في سياسات المتاحف.
انتقل الزوجان إلى واشنطن العاصمة في عام 1974، حيث بدأت سوزان هارجو العمل منسقة تشريعية في شركتي محاماة تعنيان بتمثيل قضايا الحقوق الهندية. عملت كذلك مديرة الأخبار لجمعية الصحافة الهندية الأمريكية لفترة من الوقت.
في عام 1982، انتُخبت هارجو لعضوية مجلس إدارة القضية المشتركة الوطنية.
في عام 1978، عين الرئيس جيمي كارتر هارجو عضو ارتباط في الكونغرس للشؤون الهندية. عملت هارجو مع لجان فرعية متعددة داخل الكونغرس للدفاع عن أوضاع الأمريكيين الأصليين في تشكيل السياسة الفيدرالية. أيدت هارجو العديد من القضايا كالصيد وحقوق الصيد في الأراضي التقليدية، والتصويت، وحقوق عقود الأراضي. تقدم النشطاء الهنود بمطالبات طويلة الأمد بشأن عدم كفاية الدفع التاريخي الذي تقدمه الحكومة الفيدرالية مقابل الأراضي الهندية بموجب العديد من المعاهدات، واقترح ممثلو الحكومة أنه يجب على مثل هذه المطالبات أن تخضع لأحكام تقادم قانونية. ساهم الضغط المتواصل الذي مارسته هارجو بشأن الحرية الدينية في إقرار قانون الحرية الدينية الهندية الأمريكية، والذي حظي بدعم الرئيس كارتر.
في 17 فبراير 1982، وخلال جلسة استماع بشأن قانون التقادم للمطالبات الهندية، أشارت هارجو إلى الفشل الذي باءت به الحكومة الفيدرالية في الامتثال للقوانين المعمول بها لدفع مطالبات الشعوب القبلية التي جرت تسويتها منذ عام 1966. ناضلت هارجو كذلك من أجل حقوق الأرض. أضاف الكونغرس تأخيرات أخرى على الوقت اللازم لتسوية مثل هذه القضايا. ورد في مقال لصحيفة واشنطن بوست حول هذه القضية، حيث صرحت هارجو: «إنهم يدرجون 10 إلى 15 عامًا إضافيًا إلى عملية التقاضي الجارية حاليًا... ما أخشاه هو أن تتراجع القبائل التي تتفاوض الآن بحسن نية وترفض التسوية.»